# 서단비
서단비(1985년 10월 4일 ~ )는 대한민국의 배우이다. 현재 소속사는 '피플지컴퍼니'이다.

## 필모그래피

### 드라마
- 2006년 MBC 《오버 더 레인보우》 - 렉스의 코디네이터 역 (단역)
- 2008년 MBC 《사랑해울지마》 - 수진 역

### 영화
- 2010년 《독짓는 늙은이》 옥수 역 (주연)

### 라디오
- KBS 《2시의 데이트》 (고정게스트)
- 극동방송 《클릭비전》 (진행)

### 시사
- 2009년 《서단비의 더 스타일》 코너 진행[1]

### 예능
- 2008년 MBC 드라마넷 《MT왕》
- 2010년 9월 29일 《복불복 시즌2》 27회 혈액형 복불복 (게스트)

### 광고
- 퓨리스 지면광고
- 금호아시아나
- KTF SHOW
- 캐논지면
- 롯데제과 '오데뜨'
- 청정원 '햇살담은 진간장'

### 뮤직비디오
- 걸프렌즈 '입술안깨물죠'
- Ayn '한마디'

## 수상 내역
- 2007년 'KTF SHOW' 대한민국 광고대상
- 2007년 아시아 모델상
- 2007년 2007 한국광고주대회 광고주의 밤 시상식 광고주가 뽑은 좋은 모델상
- 2008년 TV - CF ADVERTISEMENTS Award 모델상
- 2010년 헌혈유공표창

## 홍보대사
- 2009년 6월 한국백혈병환우회 홍보대사[2]